# Stroiești (Rîbnița)
Stroiești (in russo Строенцы)  è un comune della Moldavia controllato dalla autoproclamata repubblica di Transnistria. È compreso nel distretto di Rîbnița.